# (32402) 2000 QF231
2000 QF231 (asteroide 32402) é um asteroide da cintura principal. Possui uma excentricidade de 0.24155490 e uma inclinação de 8.45170º.
Este asteroide foi descoberto no dia 20 de agosto de 2000 por LONEOS em Anderson Mesa.